# Марцеллиан Осерский
Марцеллиан (†~330) — святой епископ Осерский. День памяти —
Святой Марцеллиан (Sancti Marcellini Episcopi Autossiodorensis) был епископом Осерским прибл. с 304 года до своей кончины. В житии св. Жермена, написанном в XIV или XV веке, его именуют св. Марцеолом (saint Marceaul).

## Житие
В книге епископов Осера, написанной в IX веке, говорится, что св. Марцеллиан по происхождению был из Галлии. Таким образом, он не был одним из тех проповедников, которые прибыли из Италии, но был либо тем, кого обратил, а затем рукоположил, святой Пелерин, либо тем, кто был новообращенным в одной из других основанных ранее церквей Галлии.
Он является свидетелем смерти спутников св.Пелерина, впоследствии причисленных к лику святых: святого Коркодома (Corcodome), диакона, пришедшего из Рима; святых Александра и Иовиниана, иподиаконов; святого Марса (Marse), священника. Все они похоронены на горе Артре, на общественном кладбище.
Сам святой Марцеллиан также был похоронен  на горе Артр 13 мая, около 330 года. Несомненно, что его останки находились там еще во времена святого Жермена.